# Wireshark
Wireshark là một phần mềm tự do dùng để xử lý sự cố mạng, phát triển những giao thức thông tin mới và trong giáo dục. Nó có thể được sử dụng trên Linux, Mac OS X và Windows. Lúc đầu nó mang tên là Ethereal nhưng đổi tên là Wireshark vì có vấn đề về nhãn hiệu. Nó chủ yếu cho người dùng biết tất cả giao thông trên mạng, từng cụm tin một. Tác giả của chương trình này là Gerald Combs.